# 1971 في المغرب
فيما يلي قوائم الأحداث التي وقعت خلال عام 1971 في المغرب.

## أحداث
- 10 يوليو – محاولة انقلاب الصخيرات.
- من 14 يونيو إلى 17 أكتوبر – محاكمة مراكش الكبرى.

## مواليد

### يناير
- 1 يناير – محمد الملاخ أكاديمي وباحث.
- 1 يناير – محمد الشريف الطريبق مخرج.
- 1 يناير – نرجس النجار مخرجة.
- 10 يناير – رشيد عزوزي لاعب كرة قدم مغربي.[1]
- 11 يناير – هشام الدميعي لاعب كرة قدم مغربي.

### أبريل
- 4 أبريل – نجيب أمهالي ممثل هولندي-مغربي.
- 19 أبريل – جاد المالح ممثل فرنسي.[2]

### مايو
- 24 مايو – حافظ إسماعيلي علوي باحث ولساني مغربي.

### يونيو
- 27 يونيو – محمد البدراوي لاعب كرة قدم مغربي.[3]
- 29 يونيو – محمد براجع مدرب كرة يد مغربي.

### سبتمبر
- 12 سبتمبر – يونس العيناوي لاعب كرة مضرب مغربي.
- 14 سبتمبر – رشيد بن محمود[4]

### نوفمبر
- 12 نوفمبر – لطيفة أحرار ممثلة مغربية.
- 16 نوفمبر – مصطفى حاجي لاعب كرة قدم مغربي.[5]
- 28 نوفمبر – سعيدة فكري مغنية مغربية.

## وفيات

### يناير
- 1 يناير – أمحمد أعبابو (مواليد 1938) (ضابط مغربي).

### أبريل
- 2 أبريل – محمد بوعزة (مواليد 1944) لاعب كرة قدم مغربي.

### يوليو
- 10 يوليو – أحمد أبا حنيني (مواليد 1909) سياسي مغربي.
- 10 يوليو – محمد المذبوح (مواليد 1927) (جنرال مغربي).
- 10 يوليو – محمد أمين دمناتي (فنان تشكيلي مغربي).